# 小池禮三

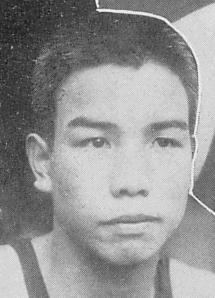
小池禮三

小池 禮三（こいけ れいぞう、1915年（大正4年）12月12日 - 1998年（平成10年）8月3日）は、日本の水泳選手。1932年ロサンゼルスオリンピックの200m平泳ぎの銀メダリスト。1936年ベルリンオリンピックの200m平泳ぎの銅メダリスト。オリンピック2大会連続でメダルを獲得。

## 経歴
静岡県沼津市出身。沼津商業時代に頭角を現した。
1932年ロサンゼルスオリンピックでは本命視されるも、体調を崩していたこともあり鶴田義行に次いで銀メダルを獲得した。
慶應義塾大学法学部政治学科に進学。200m平泳ぎで世界最高記録を樹立した。
1936年ベルリンオリンピックでは、葉室鐵夫、エルヴィン・ジータス（ドイツ）に次いで銅メダルを獲得した。
戦後は日本代表コーチを務め、古橋広之進や橋爪四郎といった選手を指導した。
太平洋戦争では出征し、主計少尉としてガダルカナル島に展開。1956年メルボルンオリンピックでは水泳日本代表の監督に就任し、後に日本水泳連盟選手強化本部長を務める。この間の1955（昭和30）年には朝日放送に入り、営業部長、運動部長、ラジオ局長などを歴任した。
晩年は日本水泳連盟顧問を務めた。
1987年（昭和62年）、勲三等瑞宝章を受章。また1990年（平成2年）にはオリンピックオーダー銀章を受章した。
1992年バルセロナオリンピックで同郷の後輩であり、同じ平泳ぎ選手でもある岩崎恭子に何度も激励に出向き、優勝した時には「自分の孫が優勝したみたいな感じで、とても嬉しい」と語り喜んでいた。
1998年（平成10年）8月3日）、肺の小細胞癌により逝去。82歳没 。死亡叙勲として従五位に叙された。

## 五輪成績
- 1932年ロサンゼルスオリンピック
  - 200メートル平泳ぎ 銀メダル
- 1936年ベルリンオリンピック
  - 200メートル平泳ぎ 銅メダル